# Neonitocris rufipes
Neonitocris rufipes är en skalbaggsart som beskrevs av Stefan von Breuning 1950. Neonitocris rufipes ingår i släktet Neonitocris och familjen långhorningar. Inga underarter finns listade i Catalogue of Life.